# Connewitz
Connewitz är en stadsdel i södra Leipzig. År 2018 bodde 18 989 invånare i stadsdelen.
Området präglas av alternativ radikal vänster. Från området kommer fotbollslaget Roter Stern Leipzig.
I Connewitz ligger Leipzig-Connewitz järnvägsstation på vilket fyra S-bahnlinjer trafikerar. Genom stadsdelen går det även fyra spårvägslinjer samt sex busslinjer . 